# Lew Jefimowitsch Kerbel

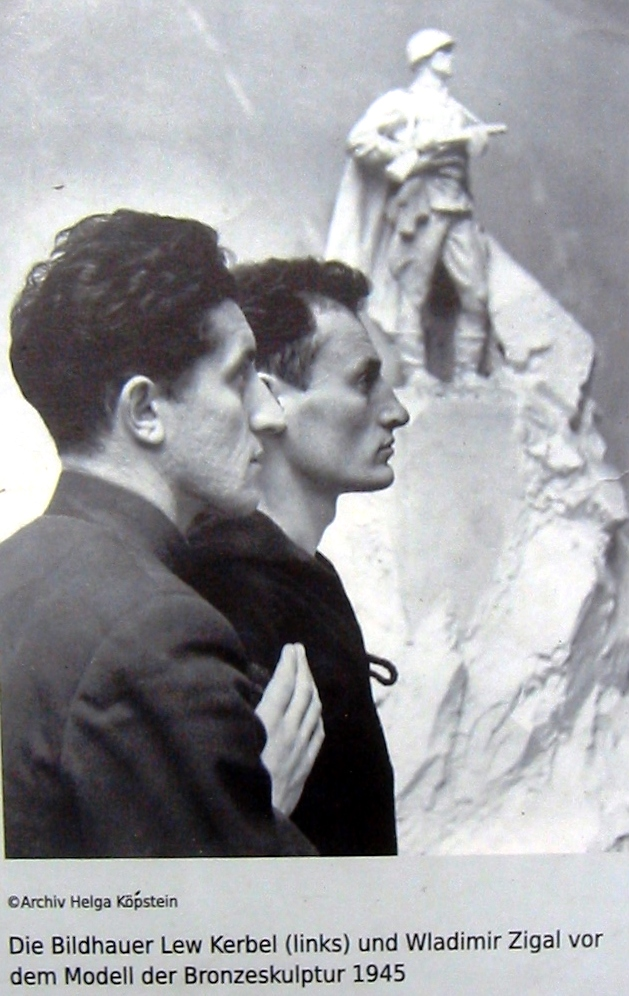
Lew Kerbel (links, mit Wladimir Zigal) vor einem Modell des Ehrenmals in der Gedenkstätte Seelower Höhen

Lew Jefimowitsch Kerbel (russisch Лев Ефимович Кербель, wiss. Transliteration Lev Efimovič Kerbel'; * 25. Oktoberjul. / 7. November 1917greg. in Semjonowka, Gouvernement Tschernigow, heute Semeniwka, Oblast Tschernihiw, Ukraine; † 14. August 2003 in Moskau) war ein sowjetischer Bildhauer. Er gehörte zu den höchstdekorierten Künstlern der Sowjetunion.

## Biografie
Kerbel wurde in einer jüdischen Familie im Dorf Semjonowka am Tag des Sturms der Bolschewiki auf das Winterpalais in Sankt Petersburg geboren. Die Familie zog in die Gegend von Smolensk um, wo er als Kind mit der Bildhauerei anfing. Bereits 1934 gewann er einen Preis des Komsomol für eine Lenin-Gedenkplatte.

## Werke
Der Schöpfer von heroisierenden Monumental-Bronzeplastiken erhielt von der Roten Armee, später auch von Partei- und Staatsführung der DDR mehrfach Aufträge für Denkmäler. Die wichtigsten Skulpturen Kerbels zieren Denkmäler, die an den opferreichen Weg der 1. Weißrussischen Front bis zur Schlacht um Berlin Anfang 1945 erinnern: der Obelisk von Kostrzyn nad Odrą (Küstrin) an der Oder (im November 2008 demontiert), das Denkmal in der Gedenkstätte Seelower Höhen in Brandenburg und das Sowjetische Ehrenmal in Berlin-Tiergarten. Diese Werke zählen neben dem Ehrenmal Treptow zu den bedeutendsten Monumenten, die in Deutschland in Erinnerung an den Zweiten Weltkrieg entstanden sind.
Eines seiner bekanntesten Werke ist das Karl-Marx-Monument (umgangssprachlich „Nischel“) in Chemnitz, früher Karl-Marx-Stadt. Die über 40 Tonnen schwere und 7 Meter hohe Monumentalplastik entstand in Moskau und Leningrad und wurde in 95 Einzelteilen nach Karl-Marx-Stadt transportiert, wo sie 1971 enthüllt wurde.
Weitere Werke Kerbels sind das Ernst-Thälmann-Denkmal in Berlin-Prenzlauer Berg, Monumente für Lenin und Marx in Moskau sowie eine Vielzahl von Lenin-Statuen, zum Beispiel in Birobidschan, die im gesamten früheren Ostblock und selbst auf Kuba zu sehen waren. Viele dieser Statuen wurden nach dem Umbruch von 1989 abgerissen. Kerbels letztes Werk war der 2002 errichtete Gedenkstein für die 118 Toten beim Untergang der Kursk.
Kerbel verband eine persönliche Freundschaft mit Erich Honecker.

## Auszeichnungen
- 1950: Stalinpreis
- 1961: Leninpreis
- 1985: Held der sozialistischen Arbeit
- 1986: Nationalpreis der DDR I. Klasse

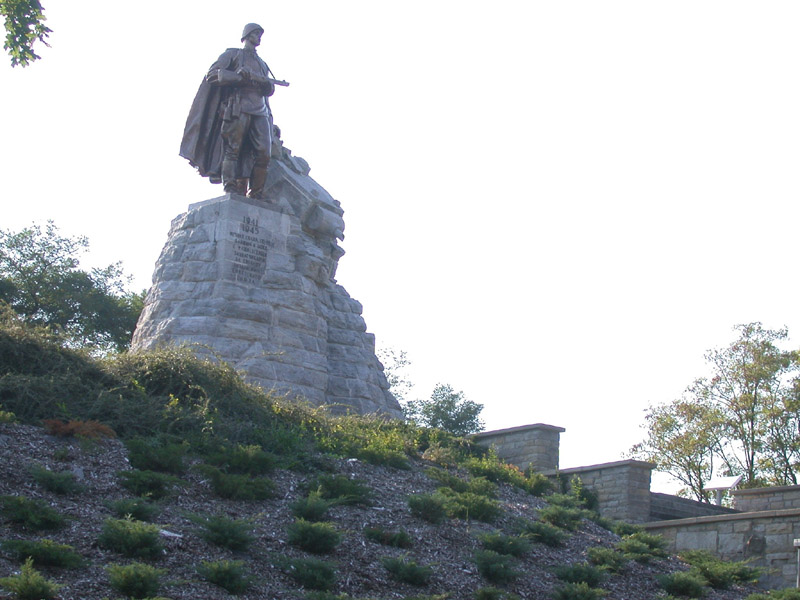
Kriegerdenkmal auf den Seelower Höhen
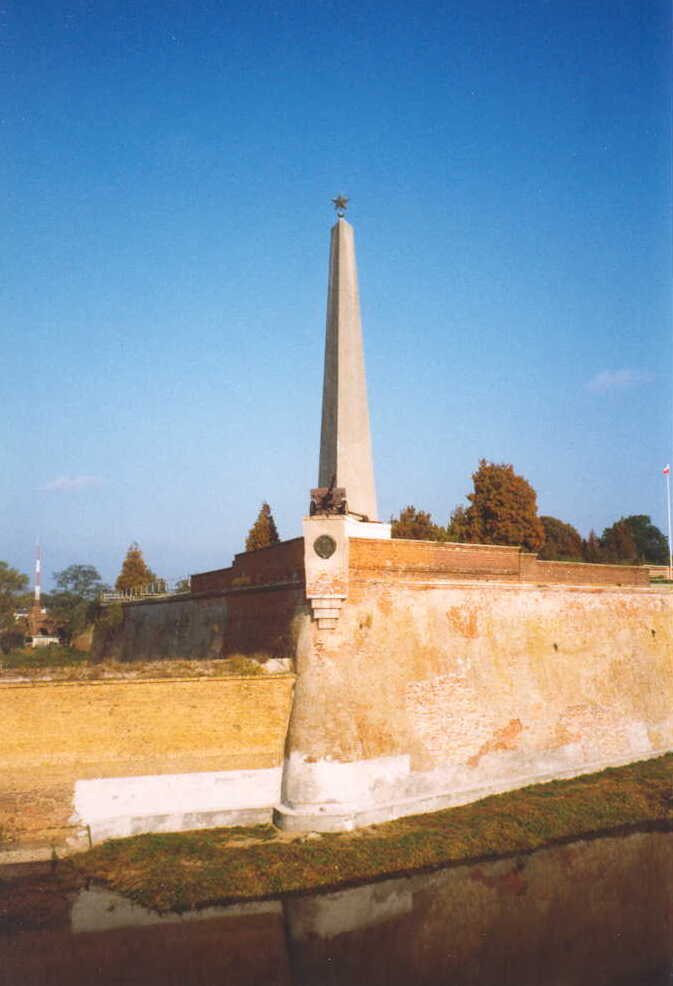
Obelisk von Kostrzyn nad Odrą (Polen, ehem. Küstrin), im November 2008 demontiert
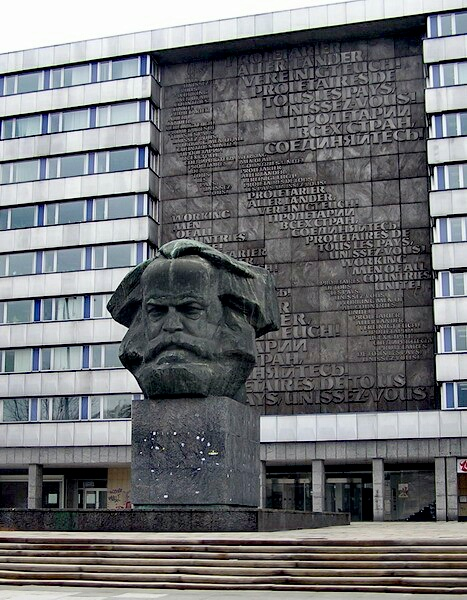
Karl-Marx-Monument in Chemnitz
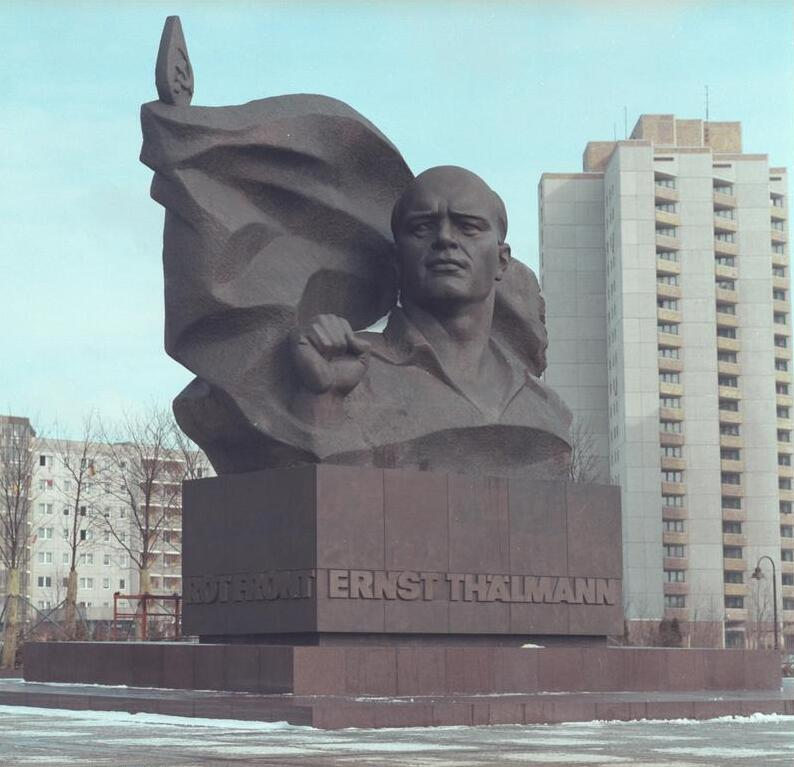
Denkmal für Ernst Thälmann im Berliner Ernst-Thälmann-Park